# Lepidopsallus monticola
Lepidopsallus monticola är en insektsart som beskrevs av Knight 1968. Lepidopsallus monticola ingår i släktet Lepidopsallus och familjen ängsskinnbaggar. Inga underarter finns listade i Catalogue of Life.